# Список островів Росії
|  | Службовий список статей, створений для координації робіт з розвитку теми. Це попередження не встановлюється на інформаційні списки і глосарії. |

Систематичний список островів Росії

## Острови в морях і океанах

### Острови в моряхАтлантичного океану

#### Острови вАзовському морі
- Довгі острови

##### Таганрозька затока
- о. Черепаха
- о-ви Піщані
- о.  Єйська Коса

###### Єйський лиман
- о. Зелений

##### Темрюцька затока
- о. Піщаний

#### Острови вЧорному морі
- риф Трутаева
- ск. Парус
- ск. Панагія
- о. Утриш

##### Цемеська бухта
- о. Суджук

##### Таманська затока
- о. Дзендзик
- о. Крупінін
- о. Лисий
- о-ви Качині
- о. Голенький

##### Керченська протока
- о. Штучний

#### Острови вБалтійському морі—Фінська затока
- о. Грозний
- о. Великий Прикордонний
- о. Малий Прикордонний
- о.  Цапиний
- о. Крутояр
- о.  Копитін
- о.  Малий Копитін
- о. Візерунковий
- о.  Рябинник
- о. Гірський
- о. Довгий Риф
- о. Халлікарті
- о-ви Віктор
- о. Соммерс
- о. Малий Соммерс
- о.  Нерва
- арх.  Великий Фіскар
- о. Туман
- о. Чистий
- о. Малий Фіскар
- о. Орітсарі (Маяковий)
- о. Підвесельний
- о. Огрядний
- о. Гусячий
- о. Розвальний
- ск.  Халлі
- о. Сескар
  - о. Кокор
  - о.  Куров
  - о. Касаурі
  - о.  Сонін
  - о.  Ногін
  - о. Яскравий
  - о.  Низький
- о.  Великий Березовий
- о. Західний Березовий
- о. Північний Березовий
- о. Великий Сонячний
- о. Малий Березовий
- о. Ланцюговий
- о. Ланковий
- о. Велика Мілина
- о. Вовчий
- о. Равіц
- о. Рифовий
- о. Сярккялуото
- о. Мокрець
- о. Підкамінь
- о. Маяковий
- о. Вихровий
- о. Стриж
- о. Грайливий
- о. Кормової
- о. Кубенский
- о. Бистрині
- о. Тюлень
- о. Новик
- о. Здоровань
- о. Лисий
- о. Радянський
- о. Теплий
- о. Весняний
- о. Шкільний
- о. Рисячий
- о. Великий Луговий
- о. Хапасарі
- о. Березовий Буян
- о. Ялиновий Буян
- о. Піщаний Буян
- о. Чорний Буян
- о. Довгий Буян
- о. Завзятий
- о. Висоцький
- о. Травневий
- о. Малюк
- о. Вільний
- о. Малий Висоцький
- о. Сонячний
- о. Передовик
- о. Березник
- о. Поздовжній
- о. Шишкар
- о. Віддалений
- о. Густий
- о. Чернової
- о. Чернова
- о. Піщаний
- о. Овечий
- о. Підберезовий
- о. Малий Зиминський
- о. Великий Зиминський
- о. Човновий
- о. Скляний
- о. Довгунець
- о. Великий Щит
- о. Попутний
- о. Курок
- о. Сінний
- о. Заовражський
- о. Синій
- о. Котлин
- о.  Малий
- о.  Потужний
  - о. Підхідний
  - о. Березка
  - о. Великий Косий
- о. Гогланд
- о. Ремісар
- о. Янісарі
- о. Курголовська Рейма
- о. Хангелода
- о. Хітаматала
- о. Південний
- о. Реймосар
- о. Кірьясар
- о. Верперлуда

### Острови вПівнічному Льодовитому океані

#### ОстровиПівнічного Льодовитого океануміж морями

##### о. Вайгач
- о. Вайгач
  - о. Оленячий
  - о-ви Новосільцова
  - о. Малий Воронов
  - о. Великий Воронов
  - о. Мордовіна
  - о. Морозова
  - о-ви Янова
  - о. Чирачий
  - о-ви Рогозіна
  - о. Євлан
  - о. Середній
  - о-ви Лори
  - о. Логейського
  - о. Джексон
  - о. Бровцина
  - о. Рогатий
  - о-ви Михайлова
    - о. Колюбакіна
    - о. Поліпова

  - о. Козлянінова
  - о. Чернишова
  - о. Шокальського
  - о. Подрезова Луда
  - о. Великий Цинковий
  - о. Малий Цинковий
  - О. Губистий
  - о. Створний
  - о-ви Карпові
  - о-ви Червоні
  - о. Хосейто
  - о. Окремий

##### Новосибірські острови
- о-ви Ляховські
  - о.  Столбовий
  - о. Малий Ляховський
  - о. Великий Ляховський
    - о. Хопта-Терера
- о-ви Анжу
  - о. Бельковський
    - о. Стрижова

  - о. Котельний
    - о. Усукі-Карго
    - о. Посадний
    - о. Тас-Ари
    - о-ви Невідомі
    - о. Фадєєвський
    - о. Матар
    - о. Железнякова
    - о. Наносний
    - о. Прихований

  - о. Новий Сибір
- о-ви Де-Лонга
  - о. Жохова
  - о. Вількицького
  - о. Беннета
  -  о. Генрієтти
  -  о. Жанетти

##### Острів Врангеля
- Острів Врангеля
  - О. Находка
- О. Ратманова

#### Острови вБілому морі

##### Басейн Білого моря
- о. Жижгін
- о. Лумбовський

##### Двінська губа
- о. Мудьюг (Мудьюгський)
- о. Лясомін
- о. Ягри

##### Кандалакшська затока
- Острови Лупчі
  -  Смерековий
  - Малий Лупчостров
  - Середній Лупчостров
  - Великий Лупчостров

##### Онезька губа
- о.  Кий
- Соловецькі острови
  - о.  Соловецький (Великий Соловецький)
  - о. Анзерський
  - о. Велика Муксалма
  - о. Мала Муксалма
  - о. Великий Заяцький
  - о. Малий Заяцький
- Жужмуйські острови
  - о. Великий Жужмом
  - о. Малий Жужмом
- о. Кондостров
- о.  Хедостров
- о. М'ягостров
- О. Сумостров
- о. Кедостров
- о. Манікостров
- о. Седостров
- о. Великий Сосновець
- о. Перхлуда
- о. Щаг

##### Мезенська губа
- о. Моржовец

#### Острови вБаренцевому морі
- о-ви Ісоласса
- о-ви Айновські
  - о. Вел. Айнов
  - о. Мал. Айнов
- о-ви Кійського
  -  о. Вел. Кий
  -  о. Мал. Кий
- о. Мал. Зубовський
- о. Вел. Зубовський
- о. Вел. Анікіїв
- о. Овечий
- о. Могильний
- о. Глечик (зат. Мотовська)
- о. Блюдце
- о-ви Вічани
- о. Мал. Арський
- о. Вел. Арський
- о. Зелений
- о. Ведмідь
- о. Шалім
- о. Єретик
- о. Шарапов
- о-ви Корелінські
- о-ви Лайнові
- о. Торос
- о. Глечик (зат. Кольська)
- о. Зелений (зат. Кольська)
- о. Катерининський
- о. Вел. Оленячий
- о. Сальний
- о. Сірий
- о. Глечик
- о. Кильдин
- о-ви Тіпункові
- о. Мал. Оленячий
- о. Вел. Зелений
- о. Зеленецький
- о-ви Воронові Лудки
- о-ви Гаврилівські
  - о. Вел. Гаврилівський
- о-ви Шельпінські
- о. Вел. Оленячий
- о-ви Шубинські Лудки
- о-ва Сім Островів
  - о. Харлов
  - о. Вел. Зеленець
  - о. Мал Зеленець
  - о. Вешняк
  - о. Глечик
  - о. Вел. Ліцький
  - о. Мал. Ліцькиц
- о. Махальний
- о. Яєчний
- о. Китай
- о. Нокуїв
- о-ви Йоканзькі
  - о. Чайковий
  -  о. Вітте
  - о. Сальний
  - о. Ведмежий
  - о. Перший Осушний
  -  о. Зелений
- о-ви Камбальницькі Кошки
  - о. Корги
- о. Нерповий
- о. Чайковий
- о. Тиманець
- о. Сенгейський
- о. Колгуєв
  - о. Нядейю
  - о. Ягола
  - о. Протоковий
  - о. Чайковий
  - о-ви Паарчіха
- о-ви Чайкові
- о-ви Рвані
- о-ви Гуляєвські кошки
  - о. Гуляєвська кошка № 1
  - о. Гуляєвська кошка № 2
  - о. Гуляєвська кошка № 3
  - о. Гуляєвська кошка № 5
  - о. Гуляєвська кошка № 6
- о. Довгий
- о. Чайковий
- о. Ловецький
- о-ви Поленіхіні
- о. Санев
- о. Кашин
- о. Морський
- о-ви Зелені Мури
- о. Чайковий
- о. Песяков
- о. Малий Зеленець
- о. Великий Зеленець
- о. Довгий
- о. Голець
- о. Матвєєв

#### Острови вКарському морі

##### Протока Югорський Шар
- о. Сторожовий
- о. Соколиний
- о. Місцевий

##### Байдарацька губа
- о. Хабдонго
- о. Неронго
- о. Ланготанго
- о. Торасавей
- о. Левда
- О. Халейнго
- о. Півмісяць
- коса Моррасальські Кошки
  - о. Нгонярцо
  -  о. Літке
  - о. Тюбцянго
  - о. Лабтанго
- о. Ламдонг
- о. Халенго
- о-ви Шарапові Кошки

##### Протока Малигіна
- о. Островой
- о. Табнго
- о. Тюбцянго
- о. Білий
  - о. Безіменний

##### Обська губа
- о. Халевнго
- о. Няавнго

##### Гиданська губа
- о. Шокальського
- о-ви Песцеві
- о. Гусячий
- о. Оленячий
  - о-ви Прокляті
- о. Рівний

##### Зат. Єнісейська
- о. Сибірякова
  - о. Шкарпетка
- о. Малий Карсаковський
  - о. Далекий
  - о. Ромашка
- о. Великий Карсаковський
  - о. Бурхливий
- о. Чаяшний
- о. Крестовський
- о. Попутний
- о. Будьоновець
- о-ви Баклунда
- о. Нерпьонок
- о-ви Оленячі
  - о-ви Малі Оленячі
    - о. Створний
    - о. Обхідний

  - о. Великий Оленячий
    - о. Західний Кораблик
    - о. Східний Кораблик
- о. Альбанова
- о. Північ
- о. Діксон
  - о-ви Довгі
  - о-ви Ведмежі
  - о. Білуха
- о. Верн
  - о. Сторожовий
- о. Нєупокоєва
- о. Вилькіцкого
- о. Свердруп
- о-ви Арктичного інституту
  - о. Великий
  - о. Малий
  - о. Сидорова
- о-ви Ізвєстій ЦВК
  - о. Гавриліна
  - о. Пологій-Сергєєва
  - о. Потрійний
  - о. Хлєбнікова
- острови Сергія Кірова
  - о. Складний
  - о. Ісаченко
    - о. Забутий

  - о. Південний
  - о. Середній
  - о. Північний
  - о. Кірова
- о-ви Вороніна
- о. Візе
- о. Усамітнення
- о. Місцевий
- о-ви Північно-східні
  - о. Матвєєва
- о. Майсюк
- О. Борисіхіна
- о-ви Кам'яні
  - о. Західний Кам'яний
  - о. Східний Кам'яний
  - о.  Расторгуєва
    - о. Короткий
    - о. Проточний
    - о. Пляжний
    - о. Візерунковий
    - о. Плато
    - о-ви Двійнята
    - о. Купол
    - о. Довгий

  - о. Моржевий
- Плавникові острови
  - о. Качиний
  - о. Ресцевий
    - о. Голий
    - о. Дров'яний

  - о. Гранітний
  - о. Круглий
    - о. Оманливий
    - о. Собачий
    - О. Кругляшок
    - о-ви Круглі

  - о. Костеріна
  - о-ви Малі Плавникові
  - о-ви Рибні
  - о-ви Гольцмана
    - о. Північний Зарзар
    - о. Південний Зарзар
    - о-ви Гольцмана Північні
    - о. Західний Гольцман
    - о. Великий Гольцман
    - о. Східний Гольцман

  - о. Звіробій
    - о. Обхідний
    - о. Окремий
    - о. Малий Звіробій
    - о. Діоритовий
    - о. Казарінова
    - о. Савватеєва
    - о. Проміжний
    - о. Західний Звіробій
    - о. Проклятий

  - о-ви Гусячі
  - о. Північний Плавниковий
  - о. Підкова
    - о. Носатий
    - о. Баранова
    - о. Куропаточний
- о. Бардропер
- о. Скелястий
- о-ви Челльмана
  - о. Оленячий
  - о. Плоский
  - о. Діабазовий
  - о. Довгий
  - о. Мисовий
  - о. Циркуль
  - о. Торосовий
- Шхери Мініна
  - о-ви Вхідні
    - о. Приглубний
    - о. Ємельянова

  - о. Нерповий
  - о. Колосових
    - о. Великий
    - о. Західний
    - о. Східний
    - о-ви Кільватерні
    - о. Циганюк
    - о. Попова-Чукчіна
    - о. Кучина
- о-ви Скотт-Гансена
- о. Змагання
  - о. Їжак
  - о. Голяк
  - о. Пташеня
  - о. Гусеня
- о. Маркгема
- о-ви Тілло
  - о. Сєвєроморцев
  - о. Правди Півночі
  - о. Трьох Ведмедів
- о-ви Камінського
  - о. Великий
  - о. Середній
  - о. Малий
  - о. Карлик
  - о. Ліліпут
- о-ви Мона
  - о. Рінгнес
  - о. Гранітний
  - о. Геркулес
  - о. Кравкова
  - о. Вузький
  - о. Крайній
- о-ви М'ячина
- о. Бурун
- о-ви Баклунда
- о. Майдан
- о. Центральний
- о-ви Сторожові
- о-ви Яржинського
- о. Рикачева
  - о-ви Шренка
- о. Поворотний
- о. Льодолам
- о. Вільда
- о. Тюленяча Скала
- о-ви Крузенштерна
  - о. Середній
- о. Первомайський
- о. Гаврилова
- о. Білуха
- о. Білушонок
- о. Ударник
- о. Довгастий
- о. Гідоямо
- о. Сорокіна
- о-ви Крижані
- о. Нансена
  - о. Вхідний
  - о. Правди
- о. Валунний
- о. Спостережень
- о. Плоский
- о. Бонев
- о. Таймир
  - о. Топографічний
  - о-ви Скелясті
  - о-ви Проливні
- о. Моїсеєва
  - о. Рифовий
- о. Низький
- о-ви Близнюки
- о. пілота Алексєєва
  - о-ви Лафетні
- о. пілота Махоткіна
  - о. Розмислова
- о. Зірка
- о. Серп і молот
- о. Малий
- о. Сіверсія
- о. Расторгуєва
- о-ви Баклунда
- о-ви Чернишова
- архіпелаг Норденшельд
  - о-ви Вилькіцкого
    - о. Герберштейна
    - о. Ховгард
    - о. Овальний
    - о. Кам'янистий
    - о. Джекмана
    - о. Тугут
    - о. Пета
    - о. Суміжний
    - о. Швецова
    - о. Грозний
    - о. Центральний
    - о. Корсар
    - о. Чабак
    - о. Стрижова
    - о. Новий

  - о-ви Ціволькі
    - о. Макарова
    - о. Козак
    - о. Васильєва
      - о. Гряда

    - о. Шульца
    - о. Садко
    - о. Ленін
    - о. Кучум
    - о. Єрмак
    - о. Маметкул
    - о. Вітте
    - о. Ковалевського
    - о. Красін
      - о. Затишний

    - о. Брандвахта
    - о. Сави Лошкіна
    - о. Криголам
    - о. Жовтень

  - о-ви Пахтусова
    - о. Добриня Микитович
    - о. Трувор
    - о. Силач
    - о. Пахтусова
    - о. Олександра
    - о. Шпанберга
    - о-ви Мізерні
    - о. Петерсена
      - о. Котовського
      - о. Звіроловний
      - о. Граничний
      - о. Наварин
      - о. Юрт
      - о. Олег

  - о-ви Східні
    - о. Тиртов
      - о. Железнякова

    - о. Ловцова
    - о. Біанкі
      - о. Лескінен
      - о. Кам'янистий

    - о-ви Дежньова
    - о. Саломе
    - о. Матрос
    - о. Хвиля
    - о-ви Євгена Федорова
    - о. Норд
    - о-ви Коломєйцева
    - о. Далекий
    - о. Прийомний

  - о-ви Літке
    - о-ви Три Брата
    - о. Педашенко
    - о. Унковського
    - о. Єрмолова
    - о. Торосний
    - о. Софії
    - о. Сікора
    - о. Русский
      - о. Малишка
      - о. Гідрографів
      - о. Шилейко
- о. Челюскін
- о. Бера
- о-ви Гусячі
- о. Чайковий
- о. Зайвий
- о. Левінсон-Лессінга
- о-ви Фірнлея
- о. Первомайський
- о. Гелланд-Гансена

#### Острови вморі Лаптєвих
- о. Зорі
- о. Чижик
- о. Свердрупа
- о-ви Локвуда
- о. Фрам
- о-ви Комсомольської правди
  - о. Дежнєв
  - о. Скала
  - о. Самуїла
  - о. Могильний
  - о. Овал
  - о. Промисловий
  - о. Великий
    - о. Володарський
    - о. Столовидний
- о-ви Вилькіцкого
  - о. Казахстан
  - о. Узбекистан
  - о. Зручний
  - о. Середній
  - о. Злиття
  - о. Крайній
- о. Скала
- о. Куропач
- о. Форпост
- о. Аванпост
- о-ви Базарні
- о. Капітанський
- о-ви Тадея
  - о. Північний Тадея
  - о. Південний Тадея
  - о. Східний Тадея
- о. Чайка
- о. Андрія
- о. Павла
- о. Кошка
- о-ви Петра
  - о. Дощовий
  - о. Північний
    - о. Зустрічей
    - о. Серпастий
    - о. Волноломний
    - о. Безіменний

  - о. Південний
    - о. Клешня
    - о. Многомисний
    - о-ви Бар'єрні
- о. Восьмого березня
- о. Кистьовий
- о. Псів
- о. Гирловий
- Великий Бегичев
  -  Малий Бегичев
  - о. Преображення
- о. Піщаний
- о. Дагдалах
- о. Орто-Ари
- о. Салхай

##### Дельта Лени
- - о. Черканов-Кумагая
  - о. Туруканнах-Кумагая
  - о. Кюрюес-Кумагая
  - о. Кюрюес-Бьолькьоє
  - о. Санга-Джиє-Кумагая
  - о. Санга-Джиє
  - о. Бабарина-Кумагая
  - о. Бабарина-Бьолькьоє
  - о. Сиаргалах-Бьолькьоє
  - о. Ари-Отто-Стан
  - о-ви Сингаса-Бьолькьойдьоро
  - о. Обуча
  - о. Обуча-Кумагая
  - о. Обуча-Бьолькьоє
  - о-ви Аерозйомки
  - о. Літака
  - о. Сюрех-Ари
  - о. Сото-Ари
  - о-ви Булгунняхтах-Бьолькьоє
  - о. Шестаков-Бьолькьоє
  - о. Санга-Тонголох-Арита
  -  о-ви Дунай
    - о. Дунай-Арита
    - о. Лепешкалабит-Бьолькьоє
    - о. Єгорша
    - о. Куба-Муоратаги-Кумах

  - о. Кургуя-Бьолькьоє
  - о. Сагастирь
    - о. Хардиргастах

  - о. Аллар-Маяк
  - о. Америка-Куба-Арита
    - о. Алхан-Бьолькьоє

  - о. Мача-Мишка-Бьолькьоє
  - о. Мача-Муоратаги-Беттіемете
  - о. Самах-Беттіемете
  - о-ви Григорій-Арита
  - о-ви Кедей-Бьолькьойдьоро
  - о. Арангастах-Арита
  - о-ви Арангастах-Бьолькьоє
  - о. Чьомчьорос-Арита
  - о. Чьомчьорос-Бьолькьоє
  - о. Хастир-Булгунняхі
  - о. Джер-Байда-Бьолькьоє
  - о. Орто-Уес-Арита
  - о. Уес-Кумах

##### Буор-Хая
- о. Бруснєва
- о-ви Вартові Камені
- о. Муостах

##### Янська затока
- о. Ярок
  - о. Іліте-Суох
  - о. Атаго-Суох
  - о. Килділах
  - о. Коломо-Пастах
  - о. Тугуттах
- о. Лебідь
- о. Нісілян
- о. Куччугуй-Умайбит
- о. Делтегер
- о. Урюнг-Хаст
- о. Урагастах
- о. Уон-Пастах
- о. Сир-Стан
- о. Сиа-Бусарбит
- о. Боруля-Сигинняга
- о-ви Шелонські
  - о. Західний Шелонський
  - о. Східний Шелонський
  - о-ви Ус-Теріте
  - о. Макар

#### Острови вСхідно-Сибірському морі
- о-ви Де-Лонга

##### Хромська губа
- о. Постійний
- о. Вузький
- о. Осередок

##### Дельта Індігірки
- - о. Куліжний
  - о. Хрестовий
  - о. Немочий
  - о. Мористий
  - о. Оленячий
  - о. Фарватерний
  - о. Вхідний
  - о. Малий Федоровський
  - о. Великий Федоровський
  - о. Первісток
  - о. Новий Первісток
  - о. Смерті
  - о. Плоский
  - о. Урукку-Ари
  - о. Усун-Ари
  - о. Колесовський
- Ведмежі острови
  - о. Крестовський
  - о. Пушкарьова
    - о. Андрєєва

  - о. Леонтьєва
  - о. Лисова
  - о. Чотирьохстовповий острів
- о. Айон
  - о. Мосей
  - о. Ченкуль
  - о. Самотній
  - о-ви Горбисті
  - о. Риянранот
- о. Великий Роутан
- о. Малий Роутан
- о.  Шалаурова

#### Острови вЧукотському морі
- о. Врангеля
- о. Геральд
- о. Колючин
- о-ва Сірих Гусей
  - о. Південний
- о. Ідлідля

### Острови вТихому океані
- о. Моржовий
- о. Крашеніннікова
- о. Топориків
- о. Хлебалкін
- о. Бабушкін Камінь
- о. Старичків
- о. Уташуд
- о. Два Каменя
- о. Тамарін
- о. Гаврюшин Камінь

#### ОстровиТихого океануна кордонах морів

##### Сахалін
- Острів Сахалін
  - о. Уш
  -  о. Монерон
    - о. Пірамідальний
    - о-ви Східні
    - о-ви Червоні

  -  о. Камінь Небезпеки
  -  о. Тюленячий

##### Командорські острови
- Острів Берінга
  - о. Топориків
  - о. Арій Камінь
- Острів Мідний
  - о. Сивуч Камінь
  - о. Сивуч Камінь Східний

##### Курильські острови

###### Велика Курильська гряда
Північна група
- Острів Атласова
  - Скеля Сусідка
  - Скеля Свічка
  - Скеля Велетенська

- Острів Шумшу
  - Скелі Футацу
  - Скеля Володимира

- Острів Парамушир
  - Скеля Уно
  - Скелі Хмирь
  - Скелі Пінисті
  - Острів Дим
  - Скеля Стирчаки
  - Скеля Бакланів
  - Острів Бар'єрний
  - Острів Базарний
  - Скеля Хитра
  - Острів Кіт
  - Скеля Небезпечна
  - Острови Чайкіни
  - Острови Пташині (Брати)
    - Острів Базарний
    - Острови Дві Гагари
    - Острів Бакланів

- Острів Анциферова
  - Скеля Видарь

- Острів Маканруші
- Скеля Авось

- Острів Онекотан
  - Скеля Камінь Ясної Погоди
  - Острів Зубчик
  - Острів з горою Креніцина в озері Кільцеве

- Острів Харимкотан
  - Острів Мімо

- Острів Чиринкотан
  - Скеля Біляк

- Острів Єкарма

- Острів Шіашкотан
  - Скеля Башмак
  - Острови Дробові
  - Острів Бобровий

- Скелі Пастки
  - Скеля Довга
  - Скеля Висока
  - Скеля Низька
  - Скеля Котикова

Середня група
- Острів Райкоке

- Острів Матуа
  - Острів Топориків

- Острів Расшуа
  - Острів Темний
  - Скелі Арч
  - Острів Карлик

- Острова Ушишир
  - Острови Середнього
    - Скелі Чорні
    - Скеля Хитра
    - Скеля Середнього

  - Скеля Буттон
  - Скеля Боцман
  - Скеля Мічман
  - Рипонкіча
  - Янкіча
    - Скеля Бабуся
    - Скеля Ковпак

- Острів Кетой
  - Скеля Самотня

- Острів Сімушир
  - Скеля Червона
  - Острів Ревучий

- Броутона
  - Скеля Бурун

- Острови Чорні Брати
  - Острів Чірпой
    - Скеля Забута

  - Острів Брат-Чірпоєв
    - Острів Морська Видра
    - Скеля Пустельник
    - Скеля Лев

Південна група
- Острів  Уруп
  - Острови Тайра
  - Острови Близнюки
  - Острів Чайка
  -  Скеля Парус
  - Острів Петушкова
  - Острів Глечик
  - Скеля Самотня
  - Скеля Трійник
  - Острів Краб
  - Скеля Качина
  - Скеля Йоршик
  - Скеля Ревун
  - Скеля Загострена
  - Скеля Ані
  - Острів Хіва
  - Скеля Нинг
  - Камінь Така
  - Камені Пінисті
  - Камінь Голий

- Острів Ітуруп
  - Скеля Пташині Ворота
  - Острів Славний
  - Острів Шолом
  - Скеля Чотири Брати
  - Скеля Плоска
  - Скеля Розбійник
  - Скеля Концурова
  - Скеля Шпиль
  - Острів Хатца
  - Острів Камінь-Лев
  - Скеля Витязь
  - Острів Одинокий
  - Скеля Дирява
  - Острів Середній

- Острів Кунашир
  - Скеля Шпиль
  - Скеля Росоку
  - Острів Мористий
  - Острів Гайнутдинова
  - Скеля Обвалів
  - Скеля Петрова
  - Острів Близький
  - Острів Рогачова
  - Скеля Роща
  - Острів Піко
  - Скеля Моржова

###### Мала Курильська гряда
- Острів Шикотан
Острови в акваторії Шикотану:
  -  Айвазовського
  -  Олексія Гнечко
  -  Гріга
  -  Далекий
  -  Дев'ятий Вал
  -  Ігоря Фархутдінова
  -  Сергія Капіци
  -  Середній

- Острови Хабомаї
  -  Полонського
    - Скеля Чайка

  -  о-ви Осколки
    -  о-ви Лисячі
      -  Скеля Парус

    -  о-ви Шишки
      - Скеля Свічка

    - Скеля Кіра
    - Скеля Печерна

  -  Зелений
  -  Юрій
  -  о-ви Дьоміна
  -  Анучина
    - Скеля Дивовижна

  -  Танфільєва
    -  Сигнальний
    -  Рифовий
    -  Сторожовий

#### Острови вБеринговому морі
- о. Балка
- о. Беннета
- о. Ілір
- острів Аракамчечен
- острів Іттигран
  - о. Нунеанган
  - о. Кенкай
- о. Коса Меечкин
- о. Булочка
- о-ви Кікунські
- о. Алюмка
- о. Песець
- о-ви Василя
- о. Богослова
- о-ви Камені Вартові
- о. Кекури Вітгенштейна
- о-ви Бурун
- о. Верхотурова
- о. Шилка
- о. Ивсамсан
- о. Карагинський
  - о. Пташиний
  - кам. Кароекао
- о. Манчжур
- о. Столбовий

#### Острови вОхотському морі
- о. Топориків (Камбальний)
- о. Пташиний
- о. Скала
- о-ви Кекури
- о. Велика Банка
- о. Камінь
- о. Нансікан
- о-ви Мальмінські
- Острів Йони
- Шантарські острови
  - о. Великий Шантар
    - о. Камінь Діомида
    - о. Кусова
    - о. Прокоф'єва

  - о. Феклістова
    - о. Сухотіна
    - о. Цукрова Голова

  - о-ви Сивуч Камені
  - о. Ведмежий
  - о. Пташиний
  - о. Качиний
  - о. Малий Шантар
  - о. Біличий
    - о. Північний
    - о. Середній
    - о. Південний
- о. Меньшикова
- о. Рейнеке

##### Сахалінська затока
- о. Коврижка
- о. Чкалова
- о. Байдукова
- о. Белякова
- о. Чайковий
- о. Кевор
- о-ви Дигруж (Чайкові)

##### Амурський лиман
- о. Біляків
- о. Близький
- о. Великий
- о. Уюзют
- о-ви Часті
  - о. Гіаміф
  - о. Чіртаміф
  - о. Тюрмус
  - о. Матеміф
  - о. Хагіміф
  - о. Піламіф
  - о. Великий Веляміф
  - о. Малий Веляміф
- о. Малий Чоме
- о. Великий Чоме
- о. Чакмут
- о. Огібі

##### ОстровиТауйської губи
- острів Зав'ялова
- острів Умара
- о. Камінь-Мугдикин
- о. Сіякал
- о. Сікумун
- острів Вдовиця
- острів Кекурний
- острів Три Брата
- острів Непорозуміння
- острів Спафар'єва
- острів Талан
- острів Шелікан

##### Затока Шеліхова
- о. Чемейвитегартинуп
- ск. Гетин'ексямантинуп
- о. Єнгалічева
- о. Івіньічаман
- о. Конус
- о. Зубчастий
  - о. Малий
- о. Рівний
- о. Скала
- о. Аппапель
- о. Орночка
- о. Шестаковський
- о. Добржанського
- о. Малий
- о. Другий
- о. Крайній
- о. Третій
- о. Телан
- о-ви Халпу
- о. Річкова Матуга
- о. Чотири Пальця
- Ямські острови
  - острів Матикіль
  - острів Атикан
  - Барана
  - Хатемалью
  - Коконце

#### Острови вЯпонському морі
- ск. Два Брати (Два Пальця)
- о. Чихачева
- о. Безіменний
- о. Небезпечний
- о. Петрова
- о. Бєльцова
- о. Орєхова
- о. Другий
- о. Скелі
- о. Роздільний
- о. Призма
- о. Скеля Крейсер

##### Татарська протока
- о. Туллій
- о. Устриця
- о. Токи
- о. Дюанка
- о. Самгач
- о-ви Дугу (Дугу-Ду)
  - о. Костянтина
  - о. Олени
- о. Південний
- о. Устричний
- о. Обсерваторії
- о. Базальтовий
- о. Глазенапа
- о. Попова

##### Затока Петра Великого
- Архіпелаг Імператриці Євгенії
  -  Острів Російський
    -  о. Олени
    -  о. Шкота
    -  о. Скрипльова
    -  о. Вузький Камінь
    -  о. Острів Ахльостишева
    -  о. Вуха
    -  о. Папенберга
    -  о. Фальшивий
    -  о. Лаврова
    -  о. Острів Енгельма
    -  кам. Матвєєва

  - Острів Попова
    - О. Кликова
    - О. Малий
    -  о. Наумова
    -  о. Козлова
    -  о-ва Два Брати

  -  о. Рейнеке
    - О. Вікента
    - О-ва  Верховського

  - острів Рікорда
    - о-ви Пахтусова
    - о. Карамзіна
    - кам. Льва
    -  о. Кротова
    -  о. Моїсеєва
    -  о. Сергєєва
    -  о. Желтухіна
    - о. Ціволько
- Архіпелаг Римського-Корсакова
  -  о. Великий Пеліс
  - о.  Стенина
  - о.  Матвєєва
  - о.  Дурново
  - о.  Гільдебрандт
  - о.  Де-Ліврона
  - Камені Єлізарова
- о. Максимова
- о. Вхідний
- о-ви Астаф'єва
- о. Вальд
- о. Нікольського
- о. Трамбецького

###### Бухта Сивуч
- о. Віри

###### Затока Посьєта
- острів Фуругельма
- о. Малий Гаккель
- о. Великий Гаккель
- о. Міхельсона
- о. Браузера
- о-ви  Таранцева
- о. Алексєєва

###### Бухта Бойсмана
- о. Клерка

###### Бухта Баклан
- о. Сибірякова
- о. Антипенко

###### Слов'янська затока
- о.  Сидорова
- о.  Герасимова
- о. Великий Камінь

###### Амурська затока
- о. Річковий
- о. Скребцова (Коврижка)
- о. Кролячий
- о. Бичачий
- острів Путятіна
  - о. Ірецький
  - кекури П'ять Пальців
- острів Аскольд
  -  камені Унковського

###### Затока Находка
- острів Лисий
- о. Створний

## Острови в озерах, в тому числі у внутрішніх морях і водосховищах

### Острови в озерах басейнуАтлантичного океану

#### БасейнБалтійського моря

##### БасейнНеви

###### Онезьке озеро
- Кижи
- Сосновець

###### Ладозьке озеро
- Валаам
- Кільпола
- Коневець
- Путсарі
- о. Птінов
  - о. Жеребець
  - о. Жеребчуха
  - о. Соболець
- о-ви Содомські
- о. Стародавній

###### Озеро Ільмень
- о. Кол
- о. Стовпець
- о. Ложікіно
- о. Войцях
- о. Залізний

##### БасейнНарви

###### Псковське озеро
- о.  Ісад
- о.  Колпіна — найбільший острів озера.
- о.  Коломці
- о.  Кам'янка
- о.  Поляк
- о.  Сельці
- о. Семський
- о.  Верхній або о. ім. Бєлова (Талабські острови)
- о. Талабенець (Талабські острови)
- о. Талабськ або о. ім. Заліта (Талабські острови)
- о. Старий Мтеж

###### Чудське озеро
- о.  Городець
- о.  Вороний
- о. Сіговіци
- о.  Верстат
- о. Озолець
- о.  Горушка
- о. Сомолавець
- о.  Заячий
- о. Піпно
- о.  Борок
- о.  Ведмежий
- о.  Кобилячий
- о.  Ковра
- о. Попов-Напірників

### Острови в озерах басейнуПівнічного Льодовитого океану

#### Озеро Таймир
- о. Гельмерсен
- о. Ботліна
- о-ви Федорова
- о. Макарин
- о. Купффера
- о-ви Низинні
- о-ви Невідомі
- о. Піщаний
- о. Полігональний
- о. Кюеной
- о. Квітковий
- о. Окремий
- о. Озерний
- о. Циганковий
- о. Савич

#### Озеро Байкал
- Ольхон
- Ушканові острови
- Ярки

### Острови в озерах басейнуТихого океану

#### Озеро Нерпове
- о. Кіруна
- о. Чайковий
- о. Сивуч

#### Озеро Кроноцьке
- о. Зелений

#### Озеро Курильське
- о. Саманг
- о. Чайковий
- о. Серце
- о. Низький
- о. Глиняний

#### Озеро Удиль
- о. Тригорбий

#### Озеро Чукчагірське
- о. Джалу
- о. Годбаньки
- о. Нантагкан

#### Озеро Еворон
- о. Аккекта

#### Озеро Болонья
- о. Ядасен
- о. Гіудельген

#### Озеро Ханка
- о. Сосновий

### Острови в озерах і водосховищах внутрішнього басейну

#### Басейн Каспійського моря

##### Басейн Волги

###### ОзероСелігер
- Городомля
- Хачин

###### ОзероНеро
- о.  Різдвяний
- о. Львівський

###### Куйбишевське водосховище
- Свіяжськ
- Острів Маркіз
- Банні острови
- Головкінські острови

###### Рибінське водосховище
- о. Юршинський
- о. Святовський Мох
- о. Шумаровський
- о-ви Трясьє
- о. Копрінський
- о. Радовський
- о. Бородавкін
- о. Демидиха
- о. Раменьє
  - о-ви Пехтєєвські
  - о. Лічноє
  - о. Толка
- о. Анніно
- о-ви Каргач
- о. Ваганіха
- о. Леушінського

###### Костромські розливиГорьковського водосховища
- о. Бєлкіна Грива
- о. Барань
- о. Вёжі
- о. Скорбатий
- о. Козліха
- о. Червона Гора
- о-ви Плоскі
- о. Клітішний

## Острови на річках

### Острови на річках басейнуАтлантичного океану

#### БасейнБалтійського моря

##### Басейн Преголі

###### Преголя
- Острів Канта
- Острів Коссе

### Острови на річках басейнуПівнічного Льодовитого океану

#### БасейнКарського моря

##### БасейнОбі

###### Об
- о. Відпочинку

##### БасейнЄнісею

###### Єнісей
- о. Відпочинку

### Острови на річках басейнуТихого океану

#### Басейн Амура

##### Амур
- о. Магзоновський
- о. Старий Станок
- о. Сахалін
- о. Верхньоігнашинський (Довгий)
- о. Дагаченський
- о. Кухтинський
- о. Єльнічанський
- о. Урушинський
- о. Сосновий
- о. Листяний
- о. Кудиканський
- о. Отренький
- о-ви Монастирські
- о. Істочний
- о-ви Ульдигічінські
- о. Черпельський
- о. Кутомандінський
- о. Голий
- о. Волохатий
- о. Малий Бургалінський
- о. Великий Бургалінський
- о. Албазинський
- о. Култук
- о. Селянський
- о. Воскресеновський
- о. Верхній Сілітур
- о. Нижній Сілітур
- о. Осежінський
- о. Лагерінський
- о. Сілітурський
- о.  Телепня
- о. Довгий
- о. Тангінський
- о. Щеголевський
- о. Тименський
- о. Єльнічний
- о. Бургалінський
- о. Бабенцова Коса
- о. Круглий
- о. Перемикінськтй
- о. Кустарний
- о. Березовський
- о. Хуторський
- о. Копитний
- о. Дамбінський
- о. Шіпеловський
- о. Горілий (Сухий)
- о. Середній
- о. Горілий (Пароходський)
- о. Безусінський
- о. Нехорошев
- о. Сіверкінський
- о-ви Філімошинські
- о. Зубаткін
- о-ви Бурдінські
- о. Солдатський
- о. Архипінський
- о. Максун
- о-ви Солдатські
- о. Кочугаєвський
- о. Розбійний
- о. Чунчевський
- о. Деревний
- о. Грязнуха
- о. Пічуєвський
- о. Поперечний
- о. Ольгинський
- о. Копчинський
- о. Мунгаловський
- о. Осиковий
- о. Бочкаревський
- о. Сосновий
- о. Гусячий
- о-ви Бурун
- о. Розбійник
- о. Миколаївський
- о. Великий
- о. Анганський
- о. Бєльчірський
- о. Ліхоновський
- о. Цегляний
- о. Чорний
- о-ви Аносовські
- о-ви Вовчі
- о. Ульмін
- о. Михайлівський
- о. Золотий
- о. Кольцовський
- о. Безумка
- о. Скелястий
- о-ви Сухі
- о. Баранів
- о. Бєлогуров
- о. Білий
- о. Шіріганський
- о. Сосновий
- о. Прибійний
- о-ви Безіменні
- о-ви Коси
- о. Верхньобуссевський
- о. Береговий
- о. Богдановський
- о. Швидкий
- о. Моргун
- о. Сухотінкий
- о. Осиковий
- о. Великий (Верхній)
- о. Великий (Нижній)
- о. Татарський
- о. Великий Михайлівський
- о. Міловановський
- о. Великий Катеринівський
- о. Малий
- о. Сліпий
- о. Голуб'єва
- о. Великий Марковський
- о. Великий Сахалін
- о. Ігнатьєвський
- о. Фабер
- о-ви Купецькі
- о. Шавир
- о. Чуркін
- о. Стрілка
- о. Кочубей
- о. Муравйова
- о. Верхньоканікурганський

##### Аргунь
- о. Острів Кручина
- о.  Великий Острів
- о. Мунгусулін
- о. Великий острів
- о. Мунгальський
- о. Анікінський
- о. Горлінський
- о. Степовий
- о. Деревнінський
- о. Суслов
- о. Лужки
- о. Великий
- о. Столбовий
- о. Кузьміхін
- о. Кременуч
- о. Фатінговський
- о. Безіменний (Ушканові о-ви)
- о. Великий Курча (Ушканові о-ви)
- о. Стрекіловський (Ушканові о-ви)
- о. Шкіряно-Фабричний
- о. Карбушев
- о. Козачий
- о. Русинів
- о. Мостовий
- о. Лукічіха
- о. № 67
- о. Поворотний
- о. Тарбагановий
- о-ви Єкальські
- о. Чокого
- о. Колянський
- о. Карпушінський
- о-ви Куліндінські
- о. Черемховий (Мірошницький)
- о. Вугільний (Статевий)
- о. Листяний
- о. Свинцевий
- о. Березовий
- о. Ільмовий
- о. Санковський
- о. Мучіканський
- о. Купецький
- о. Острівні Бійці
- о. Борронгонський (Ведмежий)
- о. Швидкий
- о. Секанінський
- о. Топкий
- о. Тимагер
- о. Тігіновський
- о. Березовий
- о. Таловий

##### Шилка
- о. Пушник
- о. Моховик
- о. Агафонка
- о. Луг
- о. Сосновик
- о. Душечкінський
- о. Дикий
- о. Таловий
- о. Серафімка
- о. Поворотний
- о. Кривун

### Острови на річках внутрішнього басейну

##### Басейн Волги

###### Волга
- Безіменний острів в  Ярославлі біля  Дудкіна, навпроти  Норського посаду
- о. Нижній в  Ярославлі
- о.  Асафові гори Юр'євець (Івановська область)
- о. Мінінський
- о. Бабаєвський
- о. Овсяніковський
- о. Ульковський
- о. Спірний (1) біля Волгограду
- о. Зелений (1) біля Волгограду
- о. Зелений (2) біля Волгограду
- о. Грошовий біля Волгограду
- о. Голодний біля Волгограду
- о.  Сарпінський біля Волгограду
- о. Спірний (2) біля Волгограду
- о. Поповицький Осередок
- о. Закрутський
- о. Солодніковський
- о. Мудунний
- о. Малий Солодніковський
- о. Царалев
- о. Дубовський
- о. Малий Саралевський
- о. Каменноярський
- о. Краснолитов
- о. Вугільний
- о. Скринніков
- о. Спірний (3)
- о. Верхній Гусячий
- о. Гусячий
- о. Тренін
- о. Воловий
- о. Кримські Піски
- о. Похмурий
- о. В'язниковський
- о. Пашкетов
- о. Свинячий
- о. Чорноярський
- о. Пальцінський
- о. Зелененький у м Самара
- о. Голодний у м Самара
- о. Різдвяний (Поджабний) у м Самара
- острів Маркіз (Казань)
- острів Верхньо-Дудкінський, або Тужіловський (Уфа)
- острів Райський (Уфа)
- Свіяжськ

###### Которосль
- Три безіменних острова в Ярославлі між Вспольє і Перекопом
- Безіменний острів в Ярославлі поряд з Богоявленським мостом
- Острів Даманський в Ярославлі поряд зі Стрілкою — міський Парк культури і відпочинку